# 赤石村 (岩手県)
赤石村（あかいしむら）は、昭和30年（1955年）まで岩手県紫波郡にあった村。現在の紫波町北日詰・南日詰・犬渕・桜町・平沢および日詰駅前にあたる。

## 沿革
- 明治22年（1889年）4月1日 - 町村制施行にともない、北日詰村・南日詰村・犬淵村・平沢村・桜町村（一部は日詰町へ）の計5か村が合併して赤石村が発足。
- 昭和30年（1955年）1月1日 - 日詰町・赤沢村・佐比内村・志和村・長岡村・彦部村・古館村・水分村と合併し、紫波町となる。

## 行政

### 歴代村長
| 代 | 氏名       | 就任                      | 退任                       | 備考 |
| -- | ---------- | ------------------------- | -------------------------- | ---- |
| 1  | 大沼恒八   | 明治22年（1889年）5月1日  | 大正6年（1917年）2月1日    |      |
| 2  | 下河原菊治 | 大正6年（1917年）3月1日   | 昭和4年（1929年）6月1日    |      |
| 3  | 荒木田長蔵 | 昭和4年（1929年）7月1日   | 昭和21年（1946年）11月20日 |      |
| 4  | 大沼正     | 昭和22年（1947年）4月5日  | 昭和24年（1949年）4月5日   |      |
| 5  | 藤原善治郎 | 昭和24年（1949年）5月5日  | 昭和28年（1953年）5月4日   |      |
| 6  | 高橋清一   | 昭和28年（1953年）5月15日 | 昭和30年（1955年）3月31日  |      |

## 交通

### 鉄道
- 国鉄東北本線：日詰駅